# أثر جائحة فيروس كورونا على الإجهاض في الولايات المتحدة

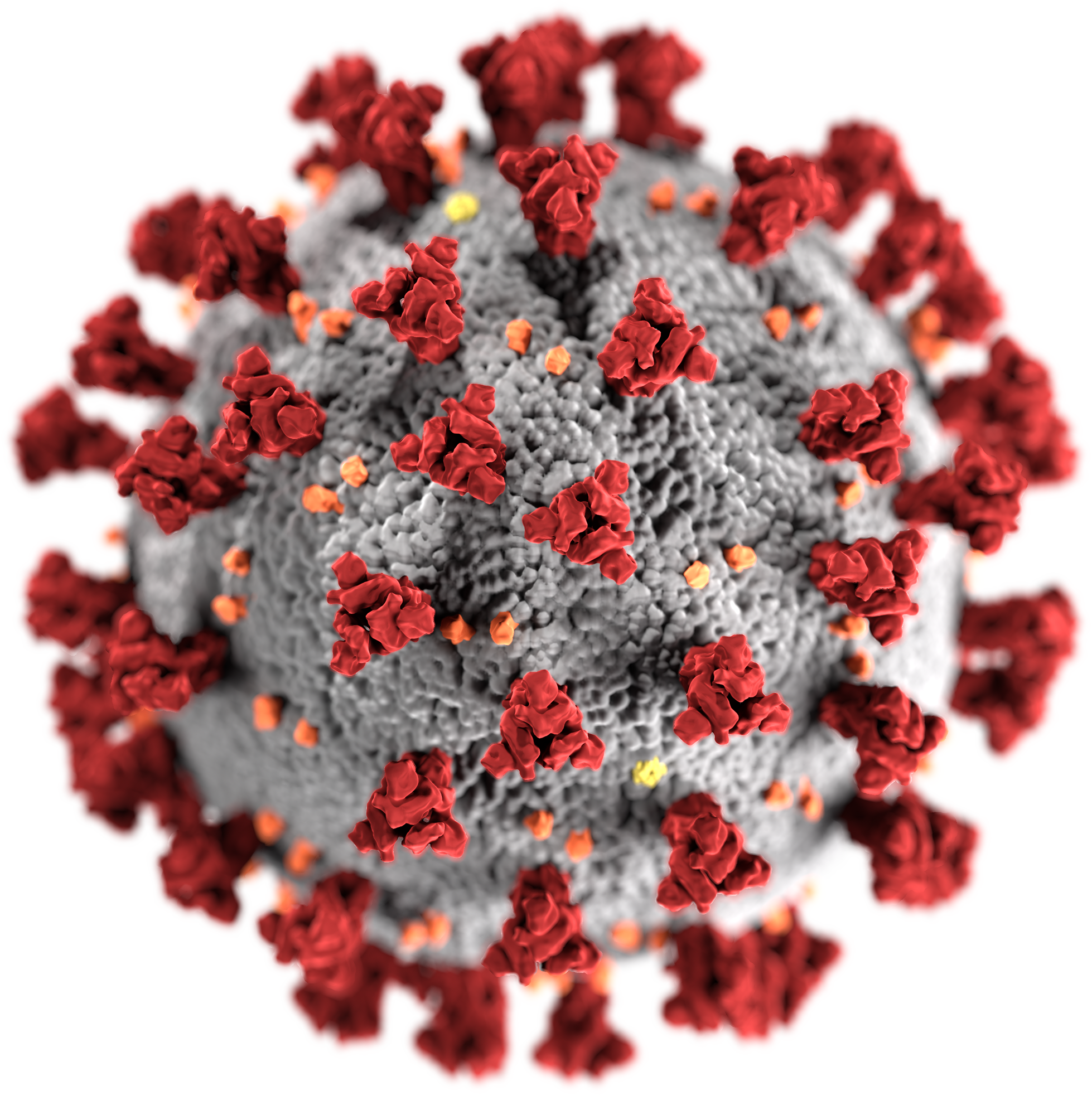

وسط جائحة كوفيد-19، سنّ أو حاول المسؤولون الحكوميون المناهضون للإجهاض في العديد من الولايات الأمريكية فرض قيود على الإجهاض، واصفين إياه بأنّه إجراء غير ضروري يمكن إيقافه أثناء حالات الطوارئ الطبية. أدت الأوامر إلى العديد من التحديات القانونية والنقد من قبل جماعات حقوق الإنسان والعديد من المنظمات الطبية الوطنية، بما في ذلك الجمعية الطبية الأمريكية. أوقفت الاعتراضات القانونية نيابة عن مقدمي الإجهاض، العديد منها مُمثلة من قبل اتحاد الحريات المدنية الأمريكية والأُبوّة المخططة، بنجاح بعض الطلبات بشكل مؤقت، رغم أن الحظر في العديد من الولايات لم يُعترض عليه.

## الخلفية
خلال جائحة كوفيد-19 في الولايات المتحدة، أُوقفت العديد من الإجراءات الطبية غير الضرورية مؤقتًا للحفاظ على الموارد الطبية مثل معدات الحماية الشخصية (بّي بّي إي). في سياق هذه الأوامر، جادل العديد من المسؤولين الجمهوريين والمناصرين المناهضين للإجهاض بأنه يجب اعتبار الإجهاض غير ضروري، ما يؤدي إلى أوامر في ولايات متعددة تحظُر الإجراء بشكل صريح.
أصدرت العديد من المنظمات الطبية وجماعات حقوق الإنسان تصريحات تنتقد القيود. تصفها الجمعية الطبية الأمريكية بأنها «تستغل هذه اللحظة لحظر أو تقييد رعاية الصحة الإنجابية للنساء». أصدرت كلّ من الكلية الأمريكية لأطباء التوليد وأمراض النساء والمجلس الأمريكي لأمراض النساء والولادة والجمعية الأمريكية لأخصائيّ أمراض النساء والجمعية الأمريكية لأمراض النساء والتوليد والجمعية الأمريكية للطب التناسلي وجمعية الأخصائيين الأكاديميين في أمراض النساء والولادة العامة وجمعية تنظيم الأسرة وجمعية طب الأمهات والأجنة بيانًا مشتركًا مفاده أن «الإجهاض لا ينبغي أن يُصنف على أنه [إجراء يمكن تأخيره أثناء الجائحة]. يعد الإجهاض مكونًا أساسيًا للرعاية الصحية الشاملة. هو أيضًا خدمة حساسة للوقت يمكن أن يؤدي تأخيرها لعدة أسابيع، أو في بعض الحالات لأيام، إلى زيادة المخاطر أو من المحتمل أن يتعذر الحصول عليها تمامًا».
أشار موقع بلان سي، موقع إلكتروني يقدم معلومات حول بائعي حبوب الإجهاض عبر الإنترنت، إلى تضاعف عدد الزيارات بحلول 23 مارس وزاد ثلاث مرات بحلول 8 أبريل. ذكر منشور من قبل مجلة جويش كورّنتس أنه بحلول منتصف مارس كانت مشاهدات مقال حول كيفية إحداث إجهاض «تفوق المخططات». 

## التأثير حسب الولايات

### ألاباما
طلب أمر صادر عن مسؤول صحة الولاية في مارس 2020 «تأجيل جميع الإجراءات الطبية والسنّية الاختيارية». ذكرت إدارة الصحة العامة في ألاباما في البداية أن مقدمي الإجهاض لم يتأثروا بهذا الأمر. عُدّل الأمر في 27 مارس لحظر أي إجراء طبي باستثناء الإجراءات التي تعالج «حالة طبية طارئة»، مع توضيح المدعي العام في ألاباما ستيف مارشال أن عيادات الإجهاض لم تُستثنَ من ذلك. اعترض على الأمر من قبل اتحاد الحريات المدنية الأمريكية في ألاباما، ممثّلاً مراكز وعيادات الإجهاض في ألاباما، وطلب أمرَ تقييدٍ مؤقت. في 30 مارس، أقرّ قاضي المقاطعة الأمريكية ميرون هربرت طومسون أمر التقييد المؤقت، قائلاً إن تفسير المدعي العام لأمر 27 مارس كان شديد الاتساع، ما قد يتسبب في عبء غير مبرر له للحصول على الإجهاض. من المقرر أن ينتهي أمر التقييد في 13 أبريل 2020، مع إصدار تومسون أمرًا أوليًا في 12 أبريل للحفاظ على إمكانية الحصول على الإجهاض. فقدت الولاية مطالبتها في 23 أبريل، ما يعني أن خدمات الإجهاض ما زالت قانونية. 

### ألاسكا
في مارس، صدر تفويض للحد من الإجراءات الطبية غير العاجلة حتى ما بعد 15 يونيو. في 6 أبريل، وُضّح التفويض ليشمل عمليات الإجهاض الجراحي. على وجه التحديد، لا يمكن إجراء عمليات الإجهاض «إلا إذا كانت حياة الأم أو صحتها الجسدية معرضة للخطر بسبب استمرار الحمل خلال فترة التأجيل». ومع ذلك، في 28 أبريل، أفاد اتحاد الحريات المدنية الأمريكية بأن عمليات الإجهاض بقيت تحدث في ألاسكا. استمر الحظر المؤقت الصادر في مارس لمدة أسبوع فحسب قبل أن يُستبدل بأمر جديد. 

### أركنساس
أصدرت وزارة الصحة في أركنساس أمرًا بإعادة جدولة جميع الإجراءات الطبية التي يمكن تأجيلها بأمان. وقالت المدعية العامة ليزلي روتلدج إن الأمر يشمل «أي نوع من الإجهاض غير الضروري بشكل عاجل طبيًا للحفاظ على حياة أو صحة الأم». لم تُفصّل العقوبات لعدم اتباع الأمر، على الرغم من تأكيد روتليدج إجراء حاسم». أرسلت وزارة الصحة بالولاية خطاب وقف ووقف إلى إحدى عيادتي الإجهاض في الولاية لمخالفتهما الأمر. في 13 أبريل، رفع الاتحاد الأمريكي للحريات المدنية دعوى قضائية ضد ولاية أركنساس، طالبًا أن تمنع محكمة المقاطعة الحظر المفروض على خدمات الإجهاض. أوقف قاضي فيدرالي حظر الولاية مؤقتًا، لكن في 22 أبريل، ألغت محكمة الاستئناف الأمريكية للدائرة الثامنة القرار وحكمت بإمكانية تقييد الولاية لمعظم عمليات الإجهاض الجراحي. أُلغي حظر الإجهاض الدوائي. 
في 27 أبريل، بدأ سريان أمر صادر عن وزارة الصحة في أركنساس ينص على أن جميع الأشخاص الذين يسعون إلى جراحة اختيارية، بما في ذلك الإجهاض، يجب أن يُختبروا سلبيًا لكوفيد-19 في غضون 48 ساعة قبل الإجراء. في 1 مايو، رفع الاتحاد الأمريكي للحريات المدنية دعوى قضائية أخرى ضد الدولة، قائلاً إن بعض النساء لا يمكنهن الوصول بسهولة إلى الاختبار، وبالتالي فإن الأمر يحرمهن من حقهن في الإجهاض. في 7 مايو، رفض القاضي الفيدرالي بريان ستايسي ميلر اقتراح اتحاد الحريات المدنية الأمريكي، واصفًا القرار بأنه «صعب للغاية»، لكنه قال إن تقييد الحريات الفردية يمكن تبريره خلال أزمة صحية عالمية. 

### إنديانا
في مارس، وقّع حاكم إنديانا إريك هولكومب على أمر تنفيذي يحظُر الإجراءات الطبية الاختيارية، بما في ذلك الإجهاض. دخل الأمر حيّز التنفيذ في 1 أبريل. لم يكن الأمر واضحًا بشأن ما إذا كان الإجهاض الجراحي بقي مسموحًا به أم لا. حتى 23 أبريل، لم تُقدّم أي اعتراضات قانونية ضد حظر الإجهاض في إنديانا. 

### آيوا
أدرج الحاكم كيم رينولدز الإجهاض كإجراء طبي غير ضروري وحظَره مؤقتًا استجابة للجائحة. قدم مقدمو الإجهاض عريضة يطلبون فيها أمرًا قضائيًا طارئًا ضد التعليمات، بحجّة أنه ينتهك حقوق المرأة بموجب دستور الولاية و«يهدد صحتهن وسلامتهن ورفاهيتهن بشكل خطير». لم يكن الأمر حظرًا شاملًا ولكنه سيأخذ العوامل الطبية في الاعتبار، بما في ذلك توقيت الحمل. سحب مقدمو الخدمة العريضة بناء على تفسير الحاكم. أعلنت منظمة الأبوة المخططة أنها «ستستأنف رؤية المرضى لإجراء العمليات في العيادة، امتثالًا لإعلان الحاكم كيم رينولدز»، في حين قيل إن رينولدز «مسرورة لأن إعلانها بقي ساري المفعول تمامًا وأن عمليات الإجهاض الجراحي لن تُعفى من قرار الإيقاف المؤقت للعمليات الجراحية غير الضرورية والاختيارية». 

### لويزيانا
في مارس، أصدرت وزارة الصحة في لويزيانا توجيهًا للحد من الإجراءات الطبية غير الطارئة، على الرغم من عدم ذكر عمليات الإجهاض على وجه التحديد. في أوائل أبريل، بدأ المدعي العام للولاية جيف لاندري تحقيقًا لتحديد ما إذا كانت عيادات الإجهاض الثلاث في الولاية تمتثل للأمر. في 14 أبريل، رفعت منظمة الأبوة المخططة ومركز الحقوق الإنجابية واتحاد الحريات المدنية الأمريكية دعوى قضائية فدرالية في محاولة لمنع حظر ولاية لويزيانا على مستوى الولاية. لم تحدد توجيهات وزارة الصحة تاريخ انتهاء صلاحية للأمر. 

### مسيسيبي
في مارس، بدأ سريان مرسوم مسيسيبي بحظر الإجراءات الطبية الاختيارية غير الضرورية مؤقتًا. قال الحاكم تيت ريفز إنه سوف يسنّ «أي إجراء نحتاجه لحماية ليس فقط حياة الأطفال الذين لم يولدوا بعد، ولكن أيضًا حياة أي شخص قد يصاب بهذا الفيروس بالتحديد». أكد مركز الحقوق الإنجابية أن منظمة جاكسون لصحة المرأة، عيادة الإجهاض الوحيدة في ولاية مسيسيبي، بقيت مفتوحة وتقوم بإجراءات.

### أوهايو
في 17 مارس، أصدرت إيمي أكتون، المسؤولة عن مديرية صحة ولاية أوهايو، أمرًا بحظر العمليات الجراحية غير الضرورية للحفاظ على معدات الوقاية الشخصية. قال الحاكم مايك دي واين إنه لا ينبغي إجراء عمليات الإجهاض أثناء الجائحة إلا عندما تكون حياة الحامل معرضة للخطر. بعث المدعي العام ديف يوست ونائب المدعي العام جوناثان فولكرسون برسائل إلى عيادات الإجهاض طالبين «التوقف الفوري عن إجراء عمليات الإجهاض الجراحي غير الضرورية والاختيارية»، والتي تُعرّف على أنها «تلك التي لا داعيَ لها ويمكن تأخيرها دون مخاطر على الصحة الحالية أو المستقبلية للمريض». ردت عيادتان لتنظيم الأسرة على الرسائل ببيان يُذكر فيه أنهم يتبعون الأمر، ووصفوا الإجهاض الجراحي بأنه إجراءات ضرورية بقي مسموح بها بموجب قواعد الطوارئ.
تحدّت عيادات الإجهاض في الولاية القرار، ممثلة بمحاميين من اتحاد الحريات المدنية ومنظمة الأبوة المخططة وحركة الحريات المدنية في أوهايو وجيرهاردشتاين وبرانش كو. قدّمت منظمة الأبوة المخططة طلبًا لاقتراح تقييد مؤقت للقرار، مُنِح من قبل قاضي المحكمة الجزئية الأمريكية مايكل باريت في 1 أبريل لمدة 14 يومًا. في قراره، قال إنه يجب على طبيب المريض وليس حكومة الولاية تحديد ما إذا كان الإجهاض ضروريًا أم لا، وأن الولاية فشلت في إثبات أن حظر الإجهاض الجراحي «سيؤدي إلى الحفاظ على أي كمية نافعة من معدات الوقاية الشخصية في أوهايو بشكل يفوق فيه صافي ادخار معدات الوقاية خطر حظر عمليات الإجهاض».
قُدّمت مذكرات أميكوس من قبل النائب العام الجمهوري لخمسة عشر ولاية، بما في ذلك كنتاكي المجاورة وإنديانا ووست فرجينيا، لدعم جهود أوهايو لتقييد الإجهاض أثناء الجائحة. استأنف يوست قرار باريت، موضحًا في دعوى قضائية نيابة عن مديرية الصحة بولاية أوهايو أن الأمر يسمح بالإجهاض الدوائي، وأن «الأطباء ما زالوا أحرارًا في إجراء عمليات الإجهاض الجراحية اللازمة لصحة الأم أو حياتها، وكذلك عمليات الإجهاض الجراحي التي لا يمكن التأخر بها دون المخاطرة بحقوق المريض في الحصول على إجهاض». رفض باريت طلبًا من ولاية أوهايو بتعليق أمره انتظارًا لقرار محكمة الاستئناف. في 6 أبريل، رفضت محكمة الاستئناف الأمريكية للدائرة السادسة طلب الولاية للاستئناف. في 23 أبريل، أصدر باريت أمرًا أوليًا آخر يقول إن عمليات الإجهاض الجراحي يمكن أن تستمر إذا قرر مقدم الخدمة أن تأخير الإجراء سيؤدي إلى أن يصبح الحمل قابلاً للحياة، وبالتالي يمنع الوصول إلى الإجهاض. يحظر قانون أوهايو الإجهاض بعد الأسبوع الثاني والعشرين من الحمل.

### تينيسي
في 23 مارس، وقَّع الحاكم بيل لي أمرًا تنفيذيًا بحظر الإجراءات الطبية غير الأساسية حتى 13 أبريل. قال المتحدث باسم لي جيلوم فيرجسون، «يعتقد حاكم ولاية لي أن عمليات الإجهاض الاختيارية ليست إجراءات أساسية وبالنظر إلى حالة معدات الوقاية الشخصية في تينيسي وفي جميع أنحاء البلاد كان يتوقع ويأمل ألّا تتم هذه الإجراءات خلال هذه الأزمة». لم يصف الأمر التنفيذي الإجهاض على وجه التحديد كإجراء طبي غير ضروري، ولم تُحدد عقوبات لعدم الامتثال للأمر. وقّع لي أمرًا تنفيذيًا آخر في 8 أبريل، قال إن عيادات الإجهاض حظرت بشكل فعلي عمليات الإجهاض الجراحي. ذكر مقدمو الإجهاض في ولاية تينيسي أن الأمر غير دستوري وأضافوا مطالبتهم إلى دعوى قضائية اتحادية قائمة. تُمثّل عيادات الإجهاض في الولاية من قبل مؤسسة الحريات المدنية الأمريكية في تينيسي وباريت جونستون مارتن وجاريسون إل إل سي وجيسي وجيسي وكرامر ليفين نفتاليس وفرانكل إل إل بي ومركز الحقوق الإنجابية ومؤسسة اتحاد الحريات المدنية الأمريكية ومنظمة اتحاد الأبوة المخططة لأمريكا. من المقرر أن ينتهي أمر لي التنفيذي في 30 أبريل. أُلغي الحظر في 17 أبريل من قبل قاضي المقاطعة برنارد إيه. فريدمان، الذي قال إن الولاية لم تُشِرْ إلى أنه سُيحتفظ على أي كمية كبيرة من معدات الوقاية الشخصية عن طريق حظر عمليات الإجهاض. 

### تكساس
في تكساس، أصدر الحاكم جريج أبوت أمرًا تنفيذيًا في 22 مارس حظر الإجراءات الطبية الاختيارية مؤقّتا من خلاله. حذّر المدعي العام كين باكستون في 23 مارس من أن جميع عمليات الإجهاض محظورة الآن، باستثناء تلك الضرورية «للحفاظ على حياة أو صحة» الحامل. يمكن أن يُغرم من يتبين أنهم ينتهكون الحظر إلى مبلغ يصل إلى 1,000 دولار، وأن يُسجنوا لمدة 180 يومًا، ويُلغى ترخيصهم الطبي. تحدّت منظمة الأبوة المخططة ومركز الحقوق الإنجابية ومشروع المحاماة الأمر نيابة عن مقدمي خدمات الإجهاض في الولاية. حكم قاضي المقاطعة الأمريكية لي ييكيل لصالح العيادات في 26 مارس، قائلاً إن الحظر المؤقت على عمليات الإجهاض «يمنع نساء تكساس من ممارسة ما أعلنته المحكمة العليا أنه حقهن الدستوري الأساسي في إنهاء الحمل قبل أن يصبح الجنين قابلًا للحياة». أُلغي هذا الحكم في 31 مارس 2020، عندما سمحت محكمة استئناف الولايات المتحدة للدائرة الخامسة لتكساس بإعادة الحظر. في 11 أبريل، طلب مقدمو خدمات الإجهاض في الولاية من المحكمة العليا الأمريكية التدخل ووقف الحظر. في 13 أبريل، سحبت محكمة الاستئناف الأمريكية للدائرة الخامسة جزءًا من قرارها السابق، وقررت أن عمليات الإجهاض الكيميائي مسموح بها. أُعيد هذا مرة أخرى في 20 أبريل، عندما قالت الدائرة الخامسة مرة أخرى أن الولاية يمكن أن تمنع استخدام عمليات الإجهاض الدوائي. انتهى الأمر التنفيذي لحظر الإجراءات غير الضرورية بشكل فوري من الناحية الطبية في 21 أبريل. أعلنت الولاية في 22 أبريل أنه يمكن استئناف عمليات الإجهاض الجراحي والدوائي. 

### فرجينيا الغربية
وقّع الحاكم جيم جاستس على أمر تنفيذي يحظر مؤقتًا الإجراءات الطبية الاختيارية. في 2 أبريل، صرّح النائب العام للولاية باتريك موريسي بأن الأمر تضمّن عمليات الإجهاض، وينطوي على عواقب قانونية ضمنية ضد العيادة الوحيدة في الولاية إذا استمرت عمليات الإجهاض. في 25 أبريل، رُفعت دعوى قضائية من قبل إيه سي إل يو وإيه سي إل يو في ولاية فرجينيا الغربية وويلمر كتلر بيكرينغ هال ودور نيابة عن مركز صحة المرأة في ولاية فرجينيا الغربية في محاولة لمنع حظر الإجهاض المؤقت. 